# 加米拉
加米拉（1944年—），维吾尔族，新疆乌鲁木齐人，中国女高音歌唱家，中国音乐家协会理事，第五、六届全国人大代表，第十届全国政协委员。